# Bibliothèque diocésaine de Mayence

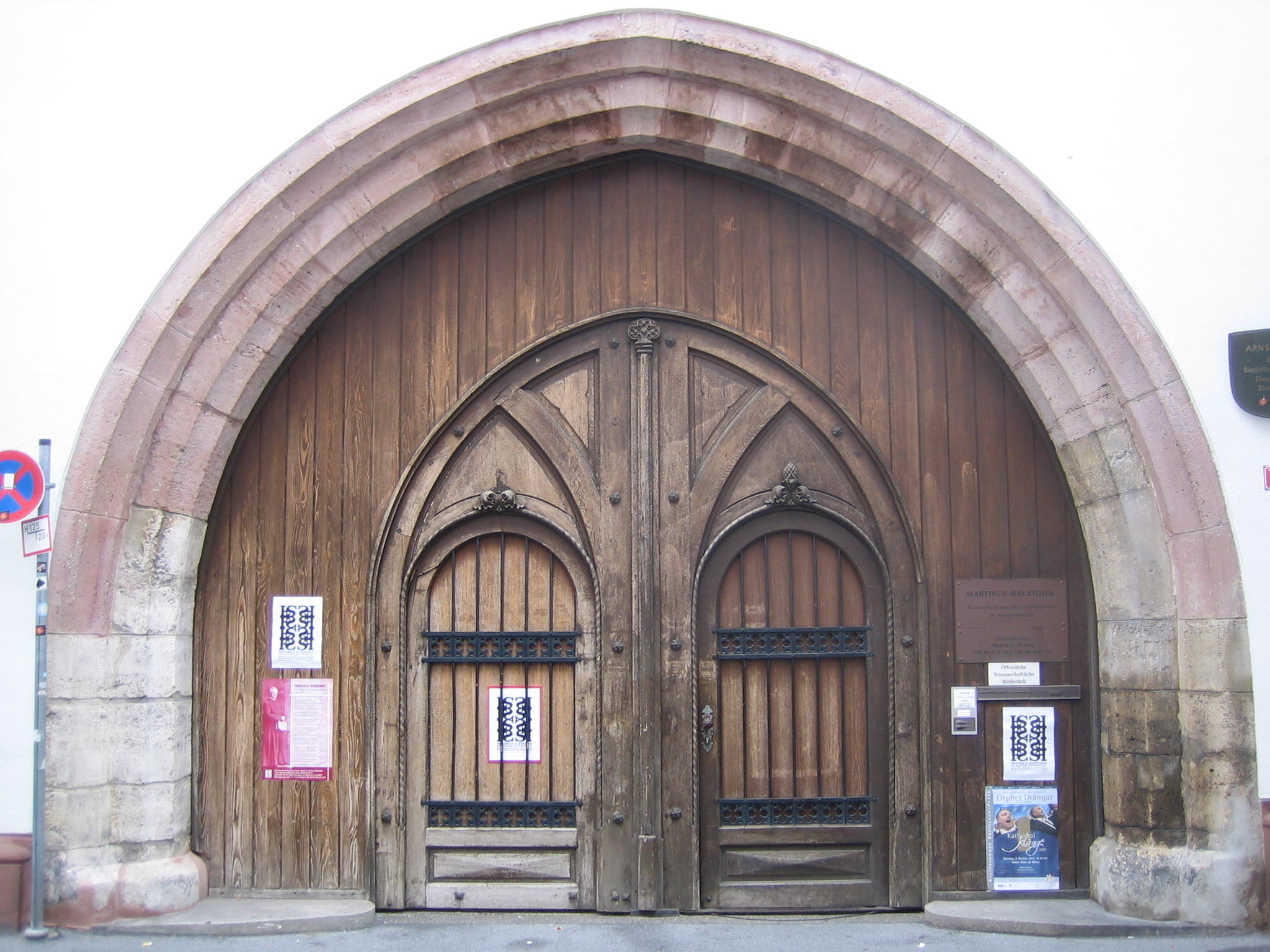
Portail d'Arnsburger Hof

La Bibliothèque Diocésaine de Mayence est une bibliothèque scientifique dépendant du Diocèse de Mayence. Elle est située dans la vieille ville de Mayence, dans le voisinage de la cathédrale Saint-Martin.
La bibliothèque diocésaine de Mayence abrite 300 000 volumes traitant de culture, de sciences humaines et religieuses et est abonnée à 200 revues.
Il y a aussi 900 incunables et 120 manuscrits remontant pour certains au IXe siècle. Elle est l'une des plus grandes bibliothèques publiques de philosophie et de théologie particulière, et par le nombre de sources originales, fait référence pour l'histoire du diocèse de Mayence et l’histoire de l'Église catholique, surtout dans la Grande Région. Elle est la plus ancienne bibliothèque de Mayence.

## Historique de la bibliothèque du Grand Séminaire de Mayence (1662-1804)
L'histoire de la bibliothèque et donc de ses collections remonte à l'année 1662, quand l’électeur Jean-Philippe de Schönborn constitua sa propre bibliothèque et qu'on créa celle du Grand Séminaire de Mayence. Après le concordat de 1801 et la sécularisation de 1803, la collection a été dispersée par l'administration française (1804). Le Grand Séminaire ne rouvrira ses portes qu'en 1804. Quelques jours après la réouverture on rendit au nouveau Séminaire une partie des livres qui lui avaient été enlevés. La bibliothèque actuelle a été fondée à nouveau en 1805.
En 1968, elle a été détachée du Grand séminaire diocésain pour devenir une bibliothèque indépendante et en même temps, l'entreprise a emménagé dans son propre bâtiment dans les environs immédiats: l’Arnsburger Hof (« Hôtel d’Arnsburg ») dans la rue Grèbenstraße. Depuis le 1er janvier 2000 l'ancienne «bibliothèque du séminaire épiscopal» porte le nom du patron du diocèse, Martin de Tours : elle est la « Martinus-Bibliothek ».

## Fonds
La bibliothèque du séminaire, par chance, échappa aux bombardements aérien de la Première Guerre mondiale et le bombardement stratégique durant la Seconde Guerre mondiale. Le fonds de la bibliothèque du Grand Séminaire se monte alors à 300 000 volumes. La bibliothèque s’enrichit en 1862 du fonds de la bibliothèque de Johann Friedrich Schlosser (1780–1851), qui, léguée Évêque Wilhelm Emmanuel von Ketteler la bibliothèque 35 000 volumes. Cette origine en partie de l'abbaye de Neuburg, près de Heidelberg, est une autre partie se compose d'une collection de toute la littérature de l'époque de Goethe.
Pendant ses premières années, la bibliothèque s'est enrichie des dons des séminaristes pour une partie considérable ; car l’enseignement de la théologie était gratuit, mais les étudiants venant de familles aisées étaient requis de faire don à la bibliothèque du séminaire de leurs livres.

## Arnsburger Hof
L'Arnsburger Hof (« Hôtel d'Arnsburg ») dans la rue Grèbenstraße, sert principalement de succursale urbaine à l’Abbaye d'Arnsburg, pour des raisons économiques et politiques. Depuis la dissolution du monastère en 1803, le bâtiment a été utilisé en alternance.
Les magasins de la Bibliothèque Saint-Martin sont répartis sur cinq étages. Il y a aussi une chambre au trésor en sous-sol, où des livres rares sont conservés à température constante de 18 °C et 60 % d’humidité. La salle de lecture de la Martinus-Bibliothèque offre 20 postes de travail. Une imposante porte de chêne ferme l'entrée de la bibliothèque et de sa cour.